# Transport aérien
 (octobre 2008).
Si vous disposez d'ouvrages ou d'articles de référence ou si vous connaissez des sites web de qualité traitant du thème abordé ici, merci de compléter l'article en donnant les références utiles à sa vérifiabilité et en les liant à la section « Notes et références ».
Le transport aérien désigne l'activité de transport de passagers ou de fret effectuée par la voie des airs, ainsi que le secteur économique regroupant les activités principales ou annexes concernant ce mode de transport.
Cette activité est en forte croissance : en 2012, environ 80 000 vols commerciaux avaient lieu chaque jour, dont 28 000 en Europe. Ce nombre est passé à 103 465 vols par jour en 2018 (soit presque 4 310 vols par heure ou environ 72 vols par minute)[réf. nécessaire].

Environ 10 ans plus tard, En 2023 dans le monde, après un effondrement du trafic en 2020 (pandémie de Covid-19), ce nombre était de 103 465 vols/jour environ : en France, cette année là 169,62 millions de passagers ont pris un vol commercial (Passagers Kilomètre Transportés), et 2,18 millions de tonnes de fret ont été transportés (10,5 millions de tonnes Kilomètre Transportés), via 1 444 400 mouvements commerciaux (atterrissage ou décollage).
Le transport aérien est essentiellement réalisé par des compagnies aériennes exploitant des avions de ligne circulant dans la haute troposphère (10 km d'altitude), entre aéroports constituant un réseau de destinations. Une infime part est assurée par des hélicoptères voire auparavant des dirigeables. Les services commerciaux fournis au passager aérien par divers prestataires effectuant la vente du billet, l'enregistrement, l'embarquement, le confort de la cabine passager, etc.
Le transport aérien est l'une des trois classes d'activité aérienne spécifiquement réglementé : les compagnies reçoivent un certificat d'exploitation ou une licence délivrée par leur autorité gouvernementale, mais les vols militaires et l'aviation générale sont soumises à d'autres réglementations. Certaines activités sportives ou ludiques ne sont pas toujours concernées par ces règles et constituent de facto une quatrième famille d'activités.    

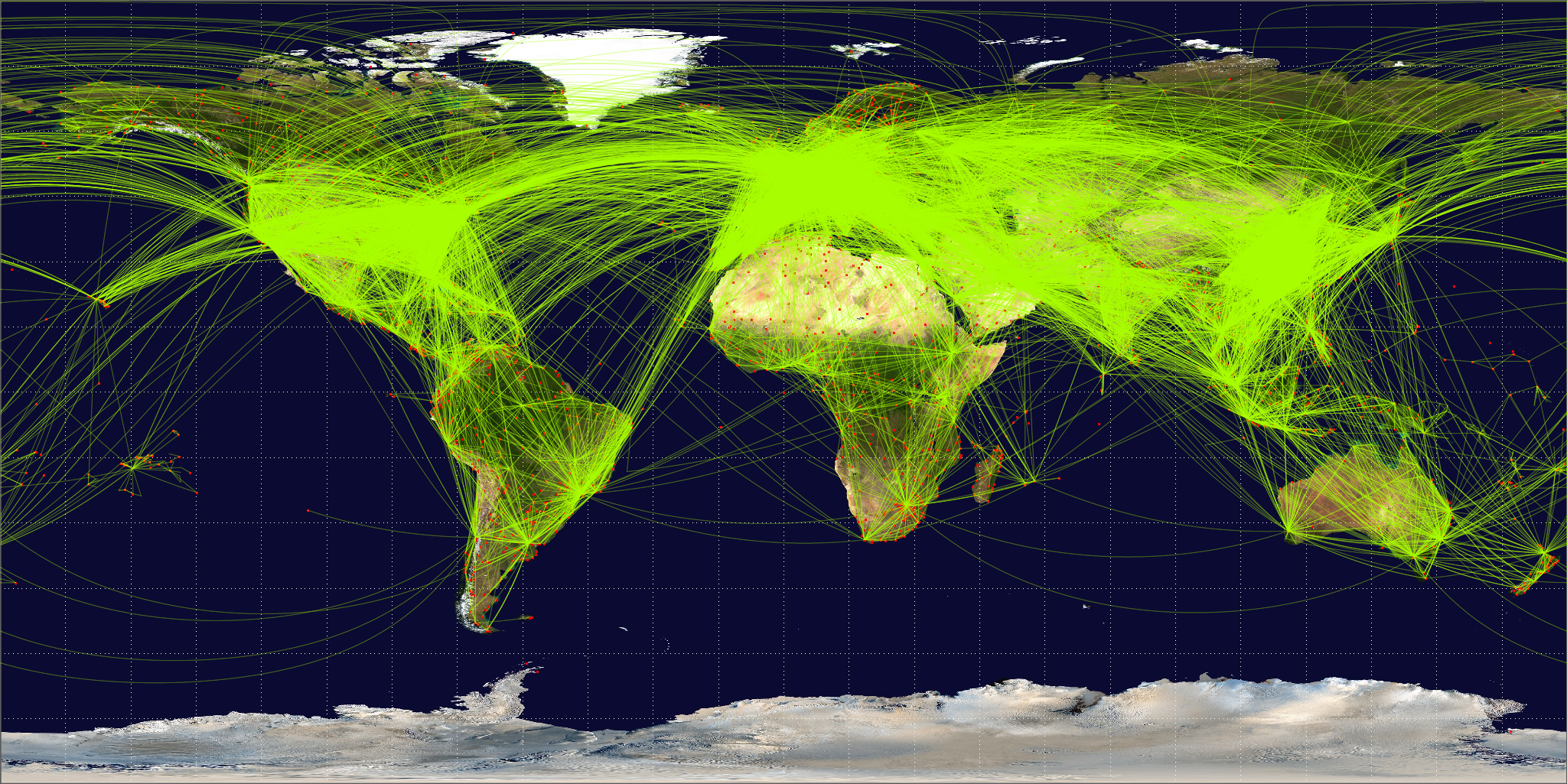
Carte de octobre 2024 illustrant la présence et l'impact environnemental croissant des vols longue-distance et intercontinentaux. Elle montre le caractère « nodal » et arborescent du réseau mondial de transport aérien ainsi que sa densité en Europe, aux États-Unis et plus généralement sur l'hémisphère nord.
Ce réseau est notamment suivi par les épidémiologistes, car susceptible de rapidement véhiculer des maladies pandémiques (éventuel virus grippal hautement pathogène et très contagieux, ou SRAS, par exemple). Les grands aéroports sont maintenant intégrés dans les systèmes de veille et d'alertes sanitaires mis en place sous l'égide de l'OMS avec l'ONU.

Le nombre réel de passagers aériens augmente dans le monde (+ 5 %/an environ de 2000 à 2010), à peu près conformément aux courbes prospectives tracées par l'industrie aéronautique. Les légers reculs du nombre de passagers dus aux augmentations de prix du carburant ou aux crises économiques comme la crise de 2008, puis la pandémie de Covid-19 sont rapidement compensés, et la courbe tend à prendre une forme exponentielle. Airbus estimait en 2012 que le nombre de passagers augmentera encore, ainsi que la flotte d’aéronefs civils, qui de 15000 en 2009 devrait passer à 30000 aéronefs en 2029.

## Introduction
Le transport aérien est une activité économique consistant à transporter des passagers ou du fret par la voie aérienne sur la base d'un contrat représenté, dans le cas des passagers, par un billet. Un avion de ligne est constitué d'une cabine pour les passagers et d'une soute pour les bagages ou le fret. Certains modèles existent en version fret uniquement.
Le premier acteur du transport aérien est constitué par les compagnies aériennes. Elles exploitent des avions de ligne généralement conçus exclusivement pour cet usage sur des lignes aériennes entre deux aéroports. L'ensemble des lignes desservies par une même compagnie constitue son réseau de destinations. Il existe quelques compagnies exploitant des hélicoptères mais le coût élevé des billets restreint cette activité à quelques destinations prestigieuses. Lorsque le réseau des destinations et les horaires sont fixes ces compagnies sont dites « régulières », le transport « à la demande » est le domaine des compagnies « charter » ou des avions-taxi.
Le deuxième acteur est constitué par les constructeurs aéronautiques d'avions de ligne. C'est un marché hautement concurrentiel, d'autant plus que sur la majorité des segments, l'offre n'est représentée que par deux ou trois constructeurs.
Le troisième acteur est constitué par les aéroports et leurs gestionnaires. Le trafic d'un aéroport est lié à l'attrait économique ou touristique de la région qu'il dessert, mais il existe une forte concurrence entre les aéroports utilisés comme point de correspondance au sein d'un même réseau ou entre réseaux. Pendant la première moitié du XXe siècle, les compagnies aériennes se trouvaient dans l'obligation d'utiliser des escales techniques pour pallier l'insuffisance des performances des avions de ligne ; elles ont maintenant pratiquement disparu.
Le quatrième acteur est constitué par les organismes de contrôle du trafic aérien.
Les derniers acteurs sont les sous-traitants des constructeurs (motoristes, fournisseurs d'équipements spécialisés) et des compagnies aériennes (pour la maintenance des appareils, l'assistance en escale, la restauration à bord…). La complexité technique et l'emprise internationale du transport aérien font du recours à la sous-traitance une donnée essentielle de l'écosystème, les effectifs cumulés  des sous-traitants étant souvent supérieurs à ceux de leurs donneurs d'ordre de premier rang[réf. nécessaire].

## Histoire du transport aérien

### Le courrier pionnier du transport aérien
L'avion tout comme les dirigeables et les ballons juste avant ont été utilisés au début principalement pour espionner les lignes ennemies ou guider les lancers de canons, on ne pourrait donc parler de mission de transport à proprement dite. Il est convenu d'affirmer que la première mission de transport aérien civil d'un engin motorisé correspond au transport de courrier le 18 février 1911 de Allahabad à Naini en Asie, environ 15 kg de courrier, soit 6 500 lettres sont transportées grâce à un avion biplan Sommer parcourant les 10 kilomètres en 27 minutes durant une exposition internationale sur les sciences et les transports. À partir du 22 février, l'aviateur français Henri Péquet et le capitaine anglais W. G. Windham assurent un service régulier durant toute la durée de l'exposition entre ces deux villes. 

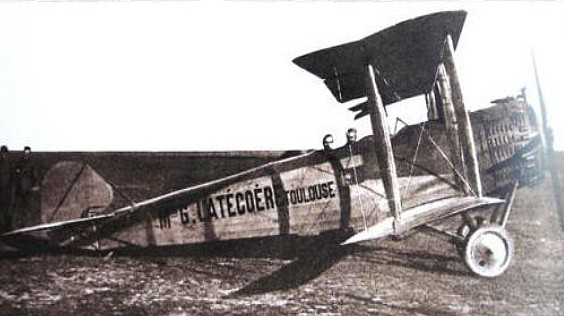
Lignes Aériennes Latécoère, c.1918.

Cette expérience a eu un retentissement mondial, un peu partout dans le monde on a vu une multitude de tests de lignes postales aériennes et de transport de journaux : au Danemark le 2 septembre 1911, en Angleterre le 9 septembre 1911 (Londres-Windsor), au Maroc le 13 septembre 1911 (Casablanca-Rabat) et aux États-Unis entre le 17 septembre et le 10 décembre 1911 sur la côte Est. Les distances parcourues restent courtes, limitées par le rayon d'action des avions, d’autres expériences eurent lieu en Allemagne le 19 mai 1912. La première ligne aérienne régulière de transport de courrier a eu lieu aux États-Unis le 15 mai 1918 entre New York et Washington. 
La Première Guerre mondiale a relativement retardé les applications civiles du transport aérien en Europe, cependant, dès la fin de la guerre un nombre considérable de lignes postales aériennes ont eu lieu sur le vieux continent notamment entre les différentes capitales européennes ; à noter aussi que grâce à la Première Guerre mondiale, la première piste en dure pour les atterrissages et décollages a été construite par Michelin, à l'aéroport de Clermont-Ferrand Auvergne en 1916. Parmi ces dernières on trouve un pari aussi fou qu'audacieux d'une petite entreprise privée française (Latécoère) de relier deux villes européennes sans passer par les capitales grâce à la mythique Aéropostale qui a commencé un service régulier Toulouse - Barcelone. Le premier septembre 1919 Didier Daurat inaugure un service régulier de transport de courrier Toulouse - Rabat via Barcelone et Malaga. La même ligne a été prolongée plus tard pour desservir l'Amérique Latine via Dakar.

### Les premiers pas du transport passagers
Tony Jannus inaugure la première ligne aérienne régulière le 1er janvier 1914 entre les villes de St. Petersburg et Tampa en Floride (États-Unis). Il pilote un hydravion Benoist type XIV qui peut transporter le pilote et un passager. La ligne reste déficitaire et son exploitation est abandonnée trois mois plus tard.

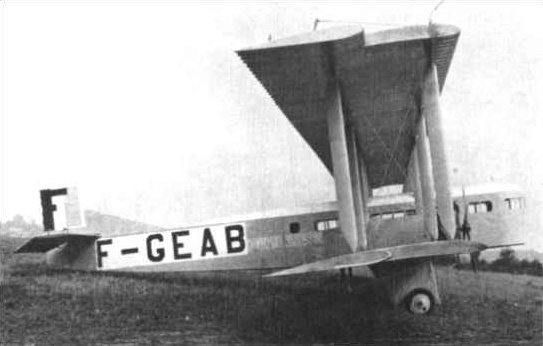
Farman F.60 Goliath.

À la fin de la Première Guerre mondiale un grand nombre de pilotes sont disponibles et plusieurs compagnies sont formées en Europe. Elles utilisent tout d'abord des bombardiers rapidement convertis pour permettre le transport de passagers avant que les constructeurs ne commencent à produire des avions spécifiques pour ce nouveau moyen de transport. C'est en Allemagne que la première de ces compagnies aériennes régulières voit le jour ; la Deutsche Luft Reederei inaugure une ligne entre Berlin et Weimar le 5 février 1919. En France, Farman développe le F.60 capable de transporter douze passagers dans deux cabines fermées. Surnommé le Goliath il servira pour le premier vol international entre Paris et Londres le 8 février 1919, puis Paris et Bruxelles le 22 mars 1919[réf. nécessaire]. Au Royaume-Uni la première compagnie aérienne, A.V. Roe, vole le 1er mai 1919 entre Manchester et Blackpool. La compagnie est dissoute en septembre après avoir effectué 194 vols. Une autre compagnie, Air Transport and Travel Ltd, inaugure le premier service international quotidien entre Londres-Hounslow et Paris-Le Bourget le 25 août 1919.
Le premier vol de Paris à Bruxelles a lieu le 10 février 1919 à bord d'un Caudron, et a transporté cinq journalistes et un photogtaphe.

### Vol à vue
La décennie 1920-1929 est celle de la formation des grandes compagnies aériennes dont certaines existent encore au XXIe siècle.
En Europe, les gouvernements s'impliquent dans le développement du transport aérien, la principale compagnie devient compagnie nationale et porte les couleurs du drapeau. Dès 1926, la plupart des pays européens détiennent une compagnie nationale : en France, la CMA devient Air Union en 1923 qui donnera naissance à Air France en 1933 ; en 1923, la compagnie belge SABENA fait ses débuts sur l'axe Bruxelles - Paris ; en 1926, la fusion de deux compagnies résulte en la création de la Deutsche Lufthansa en Allemagne. La plus ancienne compagnie ayant conservé son nom est probablement la KLM néerlandaise, fondée en 1919 et qui inaugure ses services sur la ligne Amsterdam - Londres.
Le développement des compagnies aériennes est tout à fait différent aux États-Unis où l'initiative privée est prépondérante. On décompte 420 compagnies aériennes dès 1926, la plupart n'ayant qu'une existence éphémère avant de faire faillite ou d'être absorbée par l'une des cinq grandes compagnies qui domineront le marché dès 1930 : American Airlines, United Air Lines, Eastern Airlines, Transcontinental & Western Air - plus connue sous son acronyme, TWA - et la Pan Am qui deviendra bientôt la plus grande compagnie internationale. En 1930, les transporteurs américains accueillent 170 000 passagers, soit plus du double de toutes les autres compagnies.
Cette période est celle d'un transport aérien de luxe avec le développement des services à bord. C'est aussi le moment de la première collision entre deux avions de ligne : le 7 avril 1922, près de Beauvais, un Farman Goliath de la Compagnie des grands express aériens percute le de Havilland DH.18 de Daimler Airway (en). La visibilité était médiocre et les deux pilotes se guidaient sur la voie ferrée. Cet accident montrera l'urgence de la mise en œuvre d'instances internationales de régulation et d'aides à la navigation.

### La parenthèse du dirigeable
En s'en tenant au sens strict de transporteur aérien, la première compagnie aérienne serait la DELAG, Deutsche-Luftschiffahrt-Aktien-Gesellschaft (société par actions de dirigeable allemand), créée le 16 novembre 1909 pour utiliser les dirigeables Zeppelin. Les premiers appareils se révélèrent peu fiables et si la DELAG permit à plusieurs milliers de passagers de réaliser une croisière aérienne, elle ne put pas assurer un véritable service régulier. Après la Première Guerre mondiale, trois pays tentèrent de construire des dirigeables rigides, l'Allemagne, le Royaume-Uni et les États-Unis. La compagnie maritime allemande HAPAG opéra les Zeppelin sur des lignes transatlantiques vers le Brésil à partir de 1933, puis vers les États-Unis en 1936. L'accident du Hindenburg, le 4 mai 1937 à son arrivée à Lakehurst, New Jersey sonne le glas de l'ère du dirigeable.

### La période de félicité
Les deux décennies précédant la Seconde Guerre mondiale sont celles où le transport aérien devient un concurrent sérieux du train ou surtout du paquebot pour les passagers les plus fortunés. De nouveaux avions sont construits, plus rapides, à plus grand rayon d'action et surtout plus spacieux et confortables. Vers la fin de cette période on dépasse les 300 km/h et 2 000 km pour transporter deux douzaines de passagers avec un service à bord qui peut être considéré comme de première classe. Ces performances permettent aux compagnies aériennes européennes, britanniques et françaises au premier chef, de desservir les colonies lointaines d'Asie et d'Afrique et permettent le développement du transport intercontinental aux États-Unis.
L'empire britannique s'étend sur les cinq continents et Imperial Airways développe un service de luxe hebdomadaire vers l'Afrique du Sud ou l'Extrême-Orient. En 1933, il faut une dizaine de jours pour atteindre la destination finale y compris les escales dans de bons hôtels. En 1936, Imperial Airways transporte 68 000 passagers sur plus de 7 000 000 km et dessert aussi quotidiennement les capitales européennes.
Le réseau d'Air France représente 37 000 km dès sa création en 1933 à partir des quatre plus importantes compagnies existantes. La plus longue route atteint Hong Kong avec des escales à Naples, Corfou, Athènes, Beyrouth, Damas, Bagdad, Bouchehr et Jask en Iran, Karachi, Jodhpur, Allahabad, Calcutta, Sitwe en Birmanie, Rangoon, Bangkok, Saïgon et Hanoï. En 1939, la compagnie transporte plus de 100 000 passagers et a commencé à explorer la faisabilité de vols transatlantiques.
Aux États-Unis, la situation est chaotique au début des années 1930 en raison de la multitude de petites compagnies. L'intervention, inhabituelle, du gouvernement du Président Hoover entraîne en 1934 la création de trois grandes compagnies : United Airlines, American Airlines et TWA. En parallèle les constructeurs aéronautiques américains se développent et les avions Douglas, Boeing et Lockheed deviennent le standard qui sera exporté en Europe et qui assurera ensuite la prépondérance des normes et usages américains à toutes les compagnies mondiales hors du bloc communiste. La compagnie United Airlines est la première à introduire des hôtesses de l'air sur ses vols, dès 1930, et le service à bord est un des éléments de la concurrence entre compagnies.
La Seconde Guerre mondiale vient interrompre ces développements y compris aux États-Unis où les efforts se tournent vers les productions militaires.

### Les paquebots aériens
L'idée de faire amerrir un avion et de l'utiliser pour le transport de passagers est liée aux premiers vols réguliers évoqués ci-dessus. Pour une même charge utile l'hydravion est plus léger car il ne nécessite pas de train d'atterrissage, il dispose d'une « piste » d'envol de grande longueur sur de nombreux lacs, baies, bras de rivière, etc et la majorité des villes les plus peuplées sont situées sur, ou à proximité, d'un plan d'eau. Pendant les deux décennies précédant la Seconde Guerre mondiale on assiste au développement d'hydravions permettant de réaliser des traversées trans-océaniennes dans des conditions de confort équivalentes à celles des paquebots.
La compagnie Pan American reste emblématique de cette aventure, même si les grandes compagnies européennes telles qu'Imperial Airways au Royaume-Uni, Air France ou Lufthansa ont suivi ce mouvement. La Pan Am et le constructeur Sikorsky travaillent de concert pour créer un réseau qui, à son apogée, desservira surtout l'Amérique centrale et du sud. Les liaisons transatlantiques et trans-pacifiques existent mais les hydravions ayant une autonomie suffisante n'existeront que vers la fin de la décennie et les développements seront interrompus par la guerre.

### L'expansion du trafic aérien
La Seconde Guerre mondiale n'interrompt pas totalement le trafic aérien commercial mais marque un coup d'arrêt pour la production de nouveaux appareils. Au contraire, les besoins militaires entraînent le développement de bombardiers à long rayon d'action et de grande capacité. Ce sont ces appareils qui, convertis aux normes civils, équiperont les compagnies aériennes après la fin des hostilités. Alors que l'industrie aéronautique européenne se bat pour survivre, les constructeurs américains qui ont tourné à plein régime pendant la guerre, se tournent vers les compagnies aériennes et leur proposent les dérivés des bombardiers et avions-cargo produits pour l'USAAF, essentiellement les Douglas DC-3 et DC-4. Trois constructeurs dominent alors le marché mondial, Boeing avec son Stratocruiser, Douglas dont les DC-6 et DC-7 prendront la suite des productions du temps de guerre, et surtout Lockheed avec le Constellation puis le Super-Constellation qui est considéré comme l'ultime évolution de l'avion propulsé grâce à un moteur à pistons. Ces avions ont toutefois des capacités inférieures à 100 passagers et seuls les dernières productions permettent d'envisager la traversée du continent américain sans escale. La traversée transatlantique, considérée comme la ligne la plus prestigieuse par l'ensemble des compagnies aériennes, nécessite toujours deux escales et une vingtaine d'heures.

### Le règne du turboréacteur
Pendant la Seconde Guerre mondiale, l'industrie aéronautique américaine perfectionne le moteur à explosion qui propulse les gros bombardiers et avions de transport et, naturellement, continue sur cette lancée. C'est au Royaume-Uni qu'un moteur à réaction est développé à partir des premières productions militaires et dès 1949 la société De Havilland fait voler le prototype du Comet qui sera, en 1952, le premier avion de ligne à réaction entrant en service commercial. L'industrie britannique a alors cinq ans d'avance sur ses concurrents mais deux accidents interrompent brutalement ce démarrage. En 1954 deux Comet explosent en plein vol, des accidents probablement dus à la fatigue structurelle du fuselage. Boeing, aux États-Unis, n'envisage la construction d'un quadriréacteur qu'à partir de 1952 et le modèle 707 effectue son vol inaugural en 1954. Capable de transporter 130 passagers sur 7 500 km à 970 km/h le Boeing 707 intéresse les compagnies aériennes mais aussi l'US Air Force qui participe largement à son développement. La compagnie Pan Am est la première à commander l'appareil, en 23 exemplaires, et le met en service en 1958 sur ses lignes transatlantiques. Vingt-cinq ans plus tard, le 707 aura été construit à plus de 1 000 exemplaires et 600 d'entre eux seront encore en service. Le Boeing 707 est considéré comme l'avion qui a ouvert le transport aérien au grand public. Son concurrent, le Douglas DC-8 entre en service en 1958, la Pan Am étant de nouveau la compagnie de lancement. Le DC-8 n'obtiendra pas le même succès que le 707, moins de 600 exemplaires, mais ces deux appareils donneront aux constructeurs américains un quasi-monopole sur les avions long-courriers qui durera près de 25 ans.
En Europe, deux autres avions méritent d'être mentionnés. La Caravelle construite par Sud-Aviation marque la renaissance de l'industrie aéronautique civile française. Ce court et moyen courrier peut transporter environ 75 passagers sur 1 600 km. Le succès commercial sera mitigé, 280 exemplaires vendus essentiellement en Europe. Le Tupolev Tu-104 est produit en URSS et est mis en service par l'Aeroflot ainsi que par des compagnies de pays du bloc soviétique. Développé en secret il entre en service en 1956 et sera pendant près de deux ans le seul avion civil à réaction en service commercial, entre l'arrêt de l'exploitation du Comet et l'arrivée du 707. On estime le nombre d'exemplaires construits à 200.
Le turbopropulseur apparaît dans cette période comme le parent pauvre de la propulsion. La vitesse maximale de croisière, de l'ordre de 450-500 km/h, relègue les avions qui en sont équipés au rôle de court-courrier, d'avion d'appoint ou encore de desserte de lignes à très faible densité. Les projets d'avions à grande capacité n'auront pas de suite et seuls les avions emportant quelques dizaines de passagers sur des distances de l'ordre de 1 000–1 500 km auront un certain succès. Deux avions seront construits à plusieurs centaines d'exemplaires, l'Avro 748 (repris par Hawker-Siddeley puis par British Aerospace) au Royaume-Uni et le Fokker 27, témoin de la renaissance de la construction aéronautique aux Pays-Bas, qui pénètrera le marché américain grâce aux fabrications sous licence de Fairchild. Un troisième appareil doit être mentionné, l'Iliouchine 18 fabriqué en URSS mais les données le concernant restent imprécises.
Vers la fin de cette période, en 1978, les cinq plus grandes compagnies aériennes en nombre de passagers × kilomètres sont United Airlines, American Airlines, TWA, Pan American et Eastern Airlines. Les grandes compagnies européennes, British Airways, Air France et Lufthansa, ou asiatiques, Japan Airlines, se classent dans les dix premières compagnies mais le trafic combiné des compagnies d'Europe et d'Asie ne représente que 50 % du trafic combiné des compagnies américaines. La domination du marché est totale en ce qui concerne aussi bien les compagnies aériennes que les appareils.

### La parenthèse du supersonique
Au début des années 1960, le trafic aérien est en pleine expansion et les principaux constructeurs américains, soviétiques et européens ont un projet d'avion de ligne supersonique. Le coût de développement incite les autorités américaines à lancer une compétition qui aboutit au choix du Boeing 2707, un avion à géométrie variable pouvant emporter jusqu'à 300 passagers. Le premier choc pétrolier, en 1971, sera l'un des facteurs d'abandon du projet qui ne dépassera pas le stade de la planche à dessin.
L'Union soviétique sera la première nation à faire voler un avion de ligne supersonique, le Tupolev Tu-144, le 31 décembre 1968. Il sera épisodiquement mis en service sur la liaison Moscou - Alma Ata à partir de 1975 mais ne sera jamais utilisé réellement en service régulier.
La France et le Royaume-Uni, Aérospatiale et British Aircraft Corporation pour la cellule, Rolls-Royce et la SNECMA pour les moteurs, décident de s'associer pour développer le Concorde capable de traverser l'Atlantique Nord avec 100 passagers à Mach 2. Le vol inaugural du 2 mars 1969 sera suivi de la mise en service commercial le 21 janvier 1976 par Air France et British Airways, les deux seules compagnies à acquérir l'appareil. Le succès technique ne sera jamais suivi sur le plan économique et l'épopée se terminera en 2003, peu après l'accident du Concorde d'Air France en 2000.

### Pandémie de 2020 et suites
La pandémie de Covid-19 déclarée en 2020 a un impact considérable sur le trafic aérien, le fonctionnement des compagnies aériennes, et celui des aéroports. Selon les régions du monde, le trafic a baissé de 60 à 70 % en 2020 « la pire année de l'histoire pour la demande de transport aérien ». La classe affaire, qui représente en temps normal 80 % des ressources des compagnies, est presque à l'arrêt (au profit de vols privés et plus locaux) : le nombre de passagers a chuté de plus de 74 %, soit 1,4 milliard de personnes de moins qu'en 2019.
Des compagnies aériennes comme Flybe font faillite, ou comme la compagnie Norwegian sont placées sous une protection légale contre la faillite. Plusieurs compagnies nationales telles que AirBaltic, Air France, Alitalia, Iberia, KLM, Lufthansa, Scandinavian Airlines System, Aeroflot, American Airlines, Delta Air Lines, United Airlines ou SWISS sont aidées par leur pays d'origine.
En moins de trois ans, le trafic mondial s'est reconstitué. Selon Statista, en avril 2024, il a atteint 100,4 % de son niveau d'avril 2019, et même 110,3 % pour l'Afrique. En cumul annuel, le trafic international dépasse désormais légèrement son niveau de 2019, à 100,6 %. Mi-2024, l'IATA estimait même que les recettes du secteur pourraient battre un nouveau record (près de 1 000 milliards de dollars) avec près de cinq milliards de passagers attendus (soit plus de 400 millions de plus qu'en 2019 avant la récession du trafic).

## Métiers
La branche du transport aérien concentre 85 200 salariés selon la DARES (2014), dont 41 % de femmes.
Il consiste à :
- acheminer des passagers ou du fret sur des lignes régulières. Cette activité recouvre aussi bien des compagnies aériennes qui possèdent un seul appareil acheminant quelques touristes sur une île éloignée de quelques kilomètres du continent que des compagnies qui possèdent des centaines d'appareils, effectuent plusieurs centaines de vols par jour, transportent des dizaines de millions de passagers ou de tonnes de fret par an sur des distances pouvant atteindre 12 à 13 000 kilomètres ;
- affréter des avions au profit d'organisateurs de voyages, de sociétés ou d'entités publiques : on parle de vols charter ou vols affrétés ;
- assurer diverses prestations en vol ou au sol concourant au plein exercice de l'activité : maintenance des appareils, assistance aéroportuaire (traitement des vols en escale), contrôle aérien, etc.

## Typologie des transporteurs aériens

### Transport commercial régulier
Pour les passagers, cette appellation recouvre la vente de billets individuels pour un transport effectué suivant des horaires et des itinéraires fixes.
Pour le fret, cette appellation recouvre l'acheminement de colis entre des zones définies et dans des délais garantis.
En 2016, 150 millions de passagers (+11 % depuis 2011) et 2,5 millions de tonnes de fret sont transportés en France. 
En France, les lignes d'aménagement du territoire (LAT) sont des dessertes aériennes dont l'exploitation est en partie subventionnée par les pouvoirs publics.

#### Compagnies régulières
Certaines compagnies se classent en tant que :
- transporteur régional : leur flotte achemine les passagers vers un aéroport dans un rayon inférieur à 500 kilomètres ;
- transporteur intérieur : leur flotte circule à l'intérieur d'un pays ;
- transporteur international : leur flotte joint plusieurs pays voire plusieurs continents.

On peut également distinguer les compagnies en fonction de leur clientèle (compagnies passagers, compagnies cargo), de leur flotte et des routes proposées (compagnie court/moyen courrier, compagnie long courrier) ou de la nature de la commercialisation des vols (compagnie régulière classique, compagnie low-cost, compagnies charter).
Le transport aérien commercial se pratique entre aéroports équipés d'installations spécifiques au traitement des passagers et du fret. Il essaie de s'affranchir des conditions météorologiques : les vols sont effectués sous contrôle aérien et sauf exceptions dans des conditions de vol sans visibilité (IFR). L'activité est très réglementée, les pilotes sont des professionnels soumis au renouvellement programmé de leur licence, les appareils sont certifiés et soumis à des contrôles périodiques et le vol s'effectue en liaison avec les contrôleurs aériens en respectant des routes prévues.

#### Alliances
Depuis la fin des années 1990, de nombreuses compagnies aériennes se sont regroupées au sein d'alliances. Il s'agissait de réduire les charges en mettant en commun, dans chaque pays ou chaque escale, les services de plusieurs compagnies : agence de vente, réservation, maintenance des appareils, guichets d'aéroports. En principe, les alliances se constituent de façon à offrir des réseaux complémentaires couvrant l'ensemble du monde. Ces alliances ont permis de réduire fortement les coûts de fonctionnement des compagnies aériennes.
Ces alliances fusionnent leurs programme de fidélisation : quelle que soit la compagnie empruntée au sein d'une même alliance, le passager cumule des points obtenus en achetant ses billets. Les billets qu'il obtient en prime sont valables sur toutes les compagnies de l'alliance.
Pour le passager, l'avantage est double. La multiplication du nombre de plates-formes de correspondance (« hubs ») lui permet de parcourir le monde avec des correspondances programmées assurées par différentes compagnies aériennes, réunies (par le partage de code ou l'alliance) sous une même enseigne commerciale.

#### Compagnies à bas prix

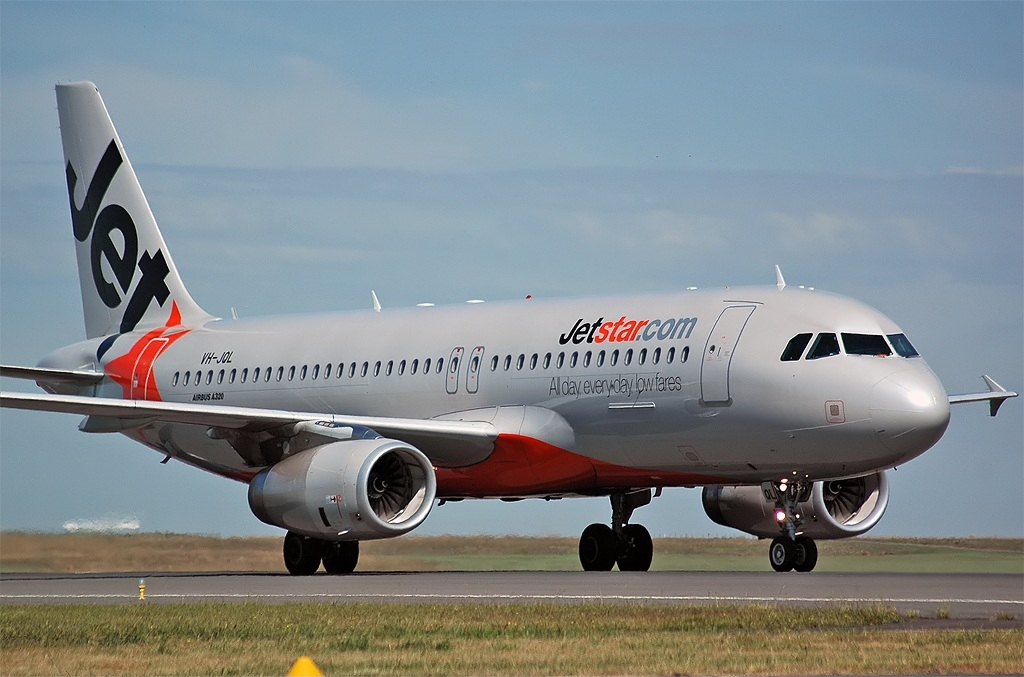
Avion d'une compagnie low-cost.

Le concept initial est attribué à la compagnie américaine Southwest Airlines. Ayant réduit les prestations à bord à la distribution d'un sachet de cacahuètes, les compagnies à bas prix y ont gagné le surnom de « peanut airlines » (« peanut » ou « cacahuète » signifiant en argot anglais « pas grand chose »).
La réglementation concernant les équipages et le matériel étant la même pour toutes les compagnies, les compagnies « à bas prix » obtiennent une réduction des coûts par :
- la baisse des salaires des personnels navigants techniques et commerciaux ainsi que du personnel au sol (souvent sous-traités à une société d'assistance aéroportuaire) ;
- la vente des billets sur Internet ou par téléphone : la commission versée à l'agence de voyage est normalement de l'ordre de 8 % du prix du billet. La simplification des tarifs proposés (à une date de réservation donnée un seul prix est disponible pour un vol donné) augmente la productivité des vendeurs ; billets non remboursables, non modifiables, non échangeables (sauf pénalités) : le coût d'un changement de réservation, s'il est autorisé, est répercuté sur le client ;
- l'utilisation d'aéroports secondaires : la répercussion des taxes d'aéroport dans le prix du billet représente environ 50 euros pour un vol international à partir d'un aéroport tel que Paris-CDG (25 km de Paris), environ 10 euros seulement si le vol part d'un aéroport régional tel que Beauvais (à 70 km de Paris) ;
- la réduction des prestations au sol : diminution des horaires d'ouverture des services de la compagnie à l'aéroport, etc. ;
- la réduction de la franchise bagages : strictement appliquée, par exemple 15 kg, voire moins, au lieu des 20 kg autorisés sur la plupart des compagnies classiques, ou facturation des bagages embarqués en soute ;
- le vol point à point uniquement : la compagnie vend des billets sur des trajets directs. Les passagers en correspondance doivent acheter deux billets. La compagnie ne garantit pas la correspondance ;
- la réduction des prestations en vol : aucune prestation gratuite (journaux, repas, etc.) d'où diminution des charges correspondantes et moins de nettoyage à effectuer entre deux vols. L'absence de zone cuisine (dits « galleys ») permet aussi de gagner une ou deux rangées de sièges ;
- l'allongement de la plage horaire et la réduction des temps au sol : les premiers vols ont lieu plus tôt (dès 6 h) et les derniers plus tard (24 h) mais c'est surtout le gain entre deux vols qui est significatif. La durée de rotation est réduite à 30 minutes entre le débarquement et l'embarquement des passagers, temps de nettoyage de l'appareil inclus. En ajoutant la réduction des temps d'attente au décollage et à l'atterrissage dans les aéroports secondaires, une compagnie à bas coût peut faire effectuer à un avion plus de six vols inter-européens par jour, contre quatre ou cinq dans une compagnie traditionnelle ;
- la perception de subventions accordées par certaines régions ou certains aéroports permettent elles aussi d'offrir des prix compétitifs.

Elles s'autorisent certaines pratiques publicitaires qui permettent de diminuer le coût apparent :
- prix annoncés hors taxes et hors assurances, ou hors certaines commissions (comme celles dues pour paiement via cartes de crédit). Ces pratiques font l'objet de plaintes par les associations de consommateurs et sont devenues illégales dans certains pays européens et américains ;
- « Prix d'appel » : À titre d'exemple un trajet (Paris) - Beauvais - Dublin peut varier entre 25 et 250 euros TTC sur une période de 15 jours suivant la date et l'heure du voyage. Ce dernier prix peut être obtenu sur une compagnie classique (avec bien moins de restrictions).

Outre la réduction des coûts, la tarification pratiquée par les compagnies à bas coûts diffère des compagnies « classiques » :
- pour les compagnies classiques, le client privilégié est l'homme d'affaires qui accepte de payer non seulement pour voyager confortablement mais aussi pour des réservations flexibles et une absence de restrictions. En contrepartie, ce client veut des horaires pratiques, quotidiens, etc. ce qui entraîne un risque de faible taux de remplissage de certains vols. La compagnie va donc proposer des vols à tarifs réduits pour remplir le vol, mais elle veut éviter que le client « privilégié » en profite. La solution consiste à segmenter l'offre, c’est-à-dire à proposer les tarifs réduits à des clients « non homme d'affaires », d'où les tarifs étudiants, seniors, etc., ou « touriste », avec séjour de durée minimum ou fixe obligatoire à destination ;
- à l'inverse, les compagnies à bas coûts ne pratiquent pas de segmentation de la demande : le prix du billet est le même quel que soit le type de passager et la durée du séjour n'entre pas en compte puisque les billets ne sont pas aller-retour. Le prix ne dépend que de la demande globale à la date et à l'heure du vol, l'ajustement des propositions est fait parfois au jour le jour.

Le low-cost représentait 18,5 % du trafic en 2007 et 19,9 % en 2009, soit 4 600 vols quotidiens en novembre 2008, après 4 900 en novembre 2007. Avec une croissance de 8 % en 2008, c'est la branche du transport aérien qui connaît la plus forte croissance, quoique affectée par la crise fin 2008.

### Transport par affrètement charter
L'affrètement consiste à vendre un vol complet (nombre maximum de passagers) à une date et sur une destination donnée. Le vol est généralement acheté par des organisateurs de voyage qui le revendent « sec » ou plus couramment accompagné d'autres prestations (hôtellerie, circuit, etc.). Cette activité obéit, sur le plan réglementaire, aux mêmes contraintes que le transport aérien régulier. Pour diminuer le coût du billet les compagnies font appel aux mêmes principes que les compagnies à bas coût. Une différence importante subsiste : les compagnies d'affrètement ne vendent pas directement leurs billets et le passager ignore souvent sur quelles compagnies il effectuera son trajet. Cette pratique incite les organisateurs de voyage à faire appel à des transporteurs dont la fiabilité et la sécurité sont parfois vus comme incertains. S'il existe de grandes compagnies ayant pignon sur rue dans cette activité, on y trouve aussi de plus petites compagnies de différents pays, exploitant pour certaines des appareils plus anciens.
Cette question ne se pose plus en Europe depuis plusieurs décennies, car la réglementation aéronautique y est très stricte, définie avec la même rigueur pour tous les opérateurs par l'Agence européenne de la sécurité aérienne (EASA) et appliquée par les autorités nationales européennes sous son autorité. La mise en place de la liste noire européenne des compagnies aériennes a permis d'écarter du territoire européen les compagnies non-européennes considérées comme dangereuses.
En 2007, 6,5 % du trafic était assuré par les charters en zone européenne. En 2008, sa part passe à 6,4 %. Les parts de marché du trafic charter ont grandement diminué avec l'arrivée des compagnies low cost qui ont capté une part importante du trafic touristique.

## Organisation et fonctionnement

### Les appareils
- En condition de vol à vue (VFR), l'appareil peut être monomoteur.
- En condition de vol sans visibilité (vol aux instruments ou IFR), les appareils utilisés sont au moins bimoteurs en transport public. Ils peuvent transporter de 1 a 853 passagers pour l'A380 en configuration haute densité, sur des distances atteignant 14 000 à 20 044 kilomètres (avec le Boeing 777-200LR).

### L'équipage
L'équipage technique, dit aussi personnel navigant technique (PNT) est réduit à un seul pilote quand l'avion ne transporte pas plus de neuf à treize passagers. Il est constitué normalement d'un pilote et d'un copilote, et peut être renforcé pour des vols très longs (plus de 9,5 heures). L'automatisation des appareils de navigation, de radiocommunication et les méthodes de travail ont fait disparaître dans l'aviation civile les fonctions de mécanicien navigant, de navigateur, de commissaire de bord, et de radio.
Le confort et la sécurité des passagers est assuré par le personnel de cabine, dit aussi PNC (Personnel navigant commercial). Ces derniers assurent aussi les prestations de bords. La réglementation impose un PNC par tranche de 50 passagers à partir du vingtième passager, mais il peut y en avoir plus pour des raisons commerciales.
Certains équipages comportent depuis les attentats du 11 septembre 2001 des « agents de sûreté embarqués » (ADSE ou SURAF) dont le rôle est d'empêcher le déroulement d'un acte terroriste à bord, voire d'en limiter les effets quand c'est possible. Ils peuvent également intervenir dans la maîtrise d'un passager indiscipliné (PAXI). Les agents de sûreté peuvent être armés avec une munition spéciale non perforante. (Exemple Israël, Iran, États-Unis, etc.). Dans certains cas, ils ont pour mission d'effectuer les contrôles de sûreté avant l'embarquement sur les escales défaillantes (Afrique, Haïti, Afghanistan, Pakista, etc.) ou de renforcer le contrôle documentaire avant embarquement pour les pays où les contrôles migratoires sont insatisfaisants. 
Des escales étant mal équipées en pièces et main-d’œuvre qualifiée, un mécanicien est parfois associé à l'équipage pour certaines rotations. Son rôle est d'effectuer les diverses opérations de maintenance pendant la durée de l'escale en utilisant le lot de bord (container AK comportant une roue de secours, de l'outillage, des vérins, etc.).

### Programmation des vols
Les objectifs d'un programme de vols sont de faire voler l'avion le plus possible et de le remplir au mieux, avec comme contraintes le respect des temps de rotation (turnover), des horaires des aéroports et des éventuels créneaux attribués au transporteur (slots). Par exemple, pour une rotation entre Paris et New York :
- les aéroports sont ouverts de 6 h à minuit ;
- le vol Paris - New York dure 8 h moins 6 h de décalage horaire soit 2 h légales ;
- le vol New York - Paris dure 7 h plus 6 h de décalage horaire soit 13 h légales ;
- l'immobilisation à l'escale prend 2 h pour débarquer les passagers et le cargo, nettoyer, réapprovisionner et embarquer.

Les contraintes d'ouverture d'aéroport et de temps de vol impliquent comme créneau possible de départ de Paris entre 6 h et 22 h pour arriver à New York entre 8 h et minuit. Dans l'autre sens, il est possible de partir de New York en début de matinée entre 6 h et 11 h pour arriver en soirée à Paris entre 19 h et minuit, ou alors de partir en soirée entre 17 h et minuit pour un vol de nuit arrivant en matinée de 6 h à 13 h.
| Départ Paris | Arrivée New York |
| ------------ | ---------------- |
| 6 h -22 h    | 8 h - 0 h        |
| Départ US    | Arrivée Europe   |
| 6 h - 11 h   | 19 h - 0 h       |
| 17 h - 0 h   | 6 h - 13 h       |

Pour maximiser l'utilisation de l'appareil en effectuant un aller-retour par jour, plusieurs programmes de vols sont possibles :
- le premier départ de Paris est à 6 h, on arrive à 8 h à New York, on doit repartir entre 10 h et 11 h pour arriver en soirée à Paris et y garder l'appareil la nuit, et donc la dernière arrivée à New York doit se faire avant 9 h, et le dernier départ de Paris avant 7 h ;
- si on veut partir ensuite, le retour ne se fera que le lendemain matin, soit un départ de New York entre 17 h et minuit pour un vol de nuit et une arrivée à Paris entre 6 h et 13 h, pour repartir entre 8 h et 15 h : l'appareil reste aux États-Unis en journée ;
- enfin, un départ en soirée de Paris est possible avant 22 h, pour une arrivée à New York avant minuit et y passer la nuit pour repartir entre 6 h et 7 h pour revenir à Paris entre 19 et 20 h, ce qui autorise un départ à 21 h au plus tôt.

| Départ d'Europe | Arrivée US  | Départ US   | Arrivée Europe |
| --------------- | ----------- | ----------- | -------------- |
| 6 h - 7 h       | 8 h - 9 h   | 10 h - 11 h | 23 h - 0 h     |
| 8 h - 15 h      | 10 h - 17 h | 17 h - 0 h  | 06 h - 13 h    |
| 21 h - 22 h     | 23 h - 0 h  | 06 h - 7 h  | 19 h - 20 h    |

Ce raisonnement est valable avec ajustements pour les vols transatlantiques entre les capitales de l'Europe de l'Ouest et les villes de la côte Est des États-Unis de Boston à Miami et jusqu'à Chicago. Il est également applicable aux vols entre la côte Est et la côte Ouest des États-Unis. Ces deux groupes de lignes représentent les lignes les plus importantes en passager x kilomètres au début du XXIe siècle[réf. nécessaire].

### Plateforme de correspondance ouhub
L'un des facteurs recherché par le passager potentiel est la brièveté du voyage. Il préfère donc les vols directs entre l'aéroport de départ et celui de destination. Lorsque le trafic est suffisant, les compagnies proposent alors des vols dits « directs ».
Entre une ville de moyenne importance et une grande ville, a fortiori entre deux villes de moyenne importance, le trafic n'est pas toujours suffisant pour justifier une liaison aérienne. Le passager est alors obligé d'effectuer une, voire plusieurs correspondances.
Les compagnies aériennes se sont aperçues qu'elles avaient intérêt à attirer ces passagers pour augmenter la rentabilité de leurs lignes directes en leur fournissant un service continu entre l'aéroport de départ, l'aéroport de correspondance, l'aéroport de destination. Le concept qui en découle s'appelle « hub » en anglais (littéralement « moyeu », la traduction française « plate-forme de correspondance » est peu utilisée).
Les premières compagnies à utiliser ce concept sont les compagnies américaines qui, à la fin du XXe siècle avaient pratiquement toutes un « hub ». À titre d'exemple, la compagnie TWA (maintenant disparue) utilisait l'aéroport international de Saint-Louis, situé au tiers est des États-Unis. Une vingtaine d'avions en provenance du quart nord-est (de Boston à Miami) arrivait presque en même temps à Saint-Louis, tandis qu'un groupe identique arrivait du Sud et de la côte Ouest (de Dallas à Seattle). Tous ces vols arrivaient et repartaient dans un créneau d'environ 90 minutes répété quatre fois au cours de la journée. Ceci permettait à la compagnie de publier un horaire affichant plusieurs centaines de liaisons en correspondance « programmées ».
Le réseau des compagnies américaines est fortement dépendant d'un ou plusieurs « hub(s) ». Les plus grands aéroports des États-Unis sont la plaque tournante d'une grandes compagnies : United Airlines à Chicago, Delta Air Lines à Atlanta en sont les meilleurs exemples. En Europe, certaines compagnies tentent d'implanter le concept ; Air France à Paris-CDG, British Airways à Londres-Heathrow, KLM à Amsterdam, Lufthansa à Francfort et Munich, Ibéria à Madrid...
Le transport régulier du fret fait lui aussi largement appel à la notion de « hub ». En France, La Poste exploite un réseau, la Postale de nuit, qui achemine le courrier de la province vers Paris en début de nuit. Le transbordement des sacs est effectué à Paris et les avions repartent vers la province en fin de nuit. En principe, le courrier posté en n'importe quel point du territoire le jour J est livré en n'importe quel autre point le jour J+1. Aux États-Unis la compagnie Federal Express a été la première à généraliser le concept à très grande échelle. Elle dispose d'un centre de répartition dans le Tennessee. La compagnie garantit l'acheminement d'un colis en 24 heures entre deux points quelconques du territoire américain continental.

### Partage de code
Traduction de l'anglais « code sharing », le concept de partage de code recouvre en fait deux tactiques commerciales différentes.
- Certaines compagnies se partageant la même liaison s'associent pour proposer un même vol sous plusieurs étiquettes. ex. : Air France et British Airways sur Paris-Londres, Air France et KLM sur Paris-Amsterdam, etc. Cette pratique est devenue courante depuis la création des alliances entre compagnie et, à titre d'exemple, lorsque Aéroport de Paris affiche un vol Air France (AF1438), un vol Continental Airlines (CO6054), un vol Delta Airlines (DL8336) et un vol Austrian Airlines (OS7114) arrivant de Vienne à 11 h 40 tous les jours il s'agit en fait d'un Airbus A320 d'Air France en partage de code. Chacune de ces compagnies appliquant sa propre politique commerciale, il n'est pas rare que cette méthode multiplie le nombre de tarifs offerts pour un même vol[réf. nécessaire].
- Pour augmenter le nombre de correspondances programmées et augmenter leur marché potentiel, les grandes compagnies américaines se sont alliées avec des compagnies régionales, offrant une desserte locale depuis leur plate-forme. Les grandes compagnies ont fait apparaître les vols sous leur seul indicatif, le passager s'apercevant à la correspondance qu'il empruntait une compagnie régionale. Les associations de défense des consommateurs, qui stigmatisent ces pratiques, ont obtenu que le billet mentionne explicitement le nom de la compagnie régionale[réf. nécessaire].

## Impact du transport aérien

### Impact économique
Le transport aérien contribue à la mondialisation de l'économie en facilitant les échanges à grande distance.
En matière de rentabilité économique, les compagnies de transport aérien engrangent en moyenne un bénéfice par passager de 8,53 euros pour les compagnies du golfe persique, 7,33 euros aux États-Unis, 5,59 euros pour les compagnies européennes et 3,76 euros pour les compagnies de la zone Asie-Pacifique (données IATA pour l'année 2014).

#### Essor du trafic aérien
Le trafic aérien croît plus que les autres grands modes de transport : le nombre de passagers aériens internationaux double tous les dix à vingt ans, de 262 millions en 1989 à 998 millions en 2010 selon l’OACI - mais ce nombre masque les inégalités face à ce moyen de transport.
Longtemps dominé par l'Amérique du Nord, le trafic aérien se démocratise fortement depuis les années 2010. Ainsi, en 2004, l'Amérique du Nord, les États-Unis en particulier, représentait à elle seule un trafic double de celui de l'Europe ou de la région Asie-Pacifique (Japon, Corée du Sud, Australie, etc.)[réf. nécessaire]. Ceci explique que l'ensemble des règlementations et des concepts commerciaux soient d'origine américaine. Par exemple, les alliances de compagnies aériennes se sont créées initialement à partir d'un duo entre une compagnie américaine et une compagnie européenne. En 2017, le continent nord-américain représentait encore 28 % des distances parcourues en avion, pour seulement 5 % de la population mondiale, et l'Europe, respectivement 25 % pour 10 %. En 2019, le continent asiatique a dépassé les deux précédents, mais il représente 60 % de la population mondiale.
À l'inverse, en 2005, le continent africain est presque totalement absent en ce qui concerne le trafic interne et n'apparaît essentiellement que pour les échanges entre l'Europe et l'Afrique du Nord[réf. nécessaire].
Ces inégalités liées à la richesse se retrouvent dans les populations. En 2006, l’institut de recherche Worldwatch estime que seuls 5 % des habitants de la planète ont déjà pris l’avion dans leur vie. En France en 2019, selon la Direction générale de l'Aviation civile, la moitié des passagers aériens font partie des classes supérieurs, qui représentent 28 % de la population, tandis que les ouvriers représentent 2 % des passagers pour 11,8 % de la population[source insuffisante].
|                          | 1980 | 1990  | 2000  | 2010  | 2015  | 2016  | 2017  | 2018  |
| ------------------------ | ---- | ----- | ----- | ----- | ----- | ----- | ----- | ----- |
| Passagers (Millions)     | 642  | 1 025 | 1 674 | 2 707 | 3 558 | 3 797 | 4 071 | 4 300 |
| Croissance annuelle (%)  |      | 4,8   | 5,0   | 4,9   | 5,6   | 6,7   | 7,2   | 5,6   |
| Passagers-km (Milliards) | -    | -     | -     | 4 922 | 6 643 | 7 133 | 7 699 | 8 200 |
| Croissance annuelle (%)  |      |       |       |       | 6,2   | 7,4   | 7,9   | 6,5   |

|                         | 1980 | 1990 | 2000 | 2010 | 2015 | 2016 | 2017 |
| ----------------------- | ---- | ---- | ---- | ---- | ---- | ---- | ---- |
| Tonnes-km (Milliards)   | 27   | 56   | 118  | 182  | 188  | 195  | 214  |
| Croissance annuelle (%) |      | 7,5  | 7,8  | 4,4  | 0,7  | 3,8  | 9,5  |

#### Trafic en Europe
Dans la zone Eurocontrol, le trafic était de 9,5 millions de vols en 2010, en croissance de 0,8 % sur un an malgré les répercussions de l'éruption de l'Eyjafjöll en 2010 sur le trafic aérien, après un recul de 6,6 % en 2009 lors de la crise économique de 2008-2009. En 2009, 751 millions de passagers ont été transportés par avion dans l'union européenne à 27, en recul de 6 % par rapport à 2008 en raison également de la crise économique, chiffre en baisse pour la première fois depuis 2002 marquée par les attentats du 11 septembre 2001. Selon la commission européenne, le secteur de l'aviation représentait en 2005 3 % de toutes les émissions de gaz à effet de serre de l’UE.

### Impact sur l'environnement
Le transport aérien nuit à l'environnement de manière globale et locale. Globalement, les émissions des avions contribuent à l'augmentation de l'effet de serre et donc au réchauffement climatique (voir section suivante). Elles sont aussi sources d'une nébulosité artificielle. Localement, la rotation des avions dans les aéroports provoque des nuisances sonores, visuelles et contribue à la pollution de l'air.
Du fait de la croissance rapide du trafic aérien, les mesures prises par l'industrie du transport aérien sont encore insuffisantes pour compenser l'accroissement des nuisances mais le transport aérien s'est donné un objectif de "zéro émissions net" en 2050 et plusieurs objectifs intermédiaires avant cette échéance. 

### Impact climatique

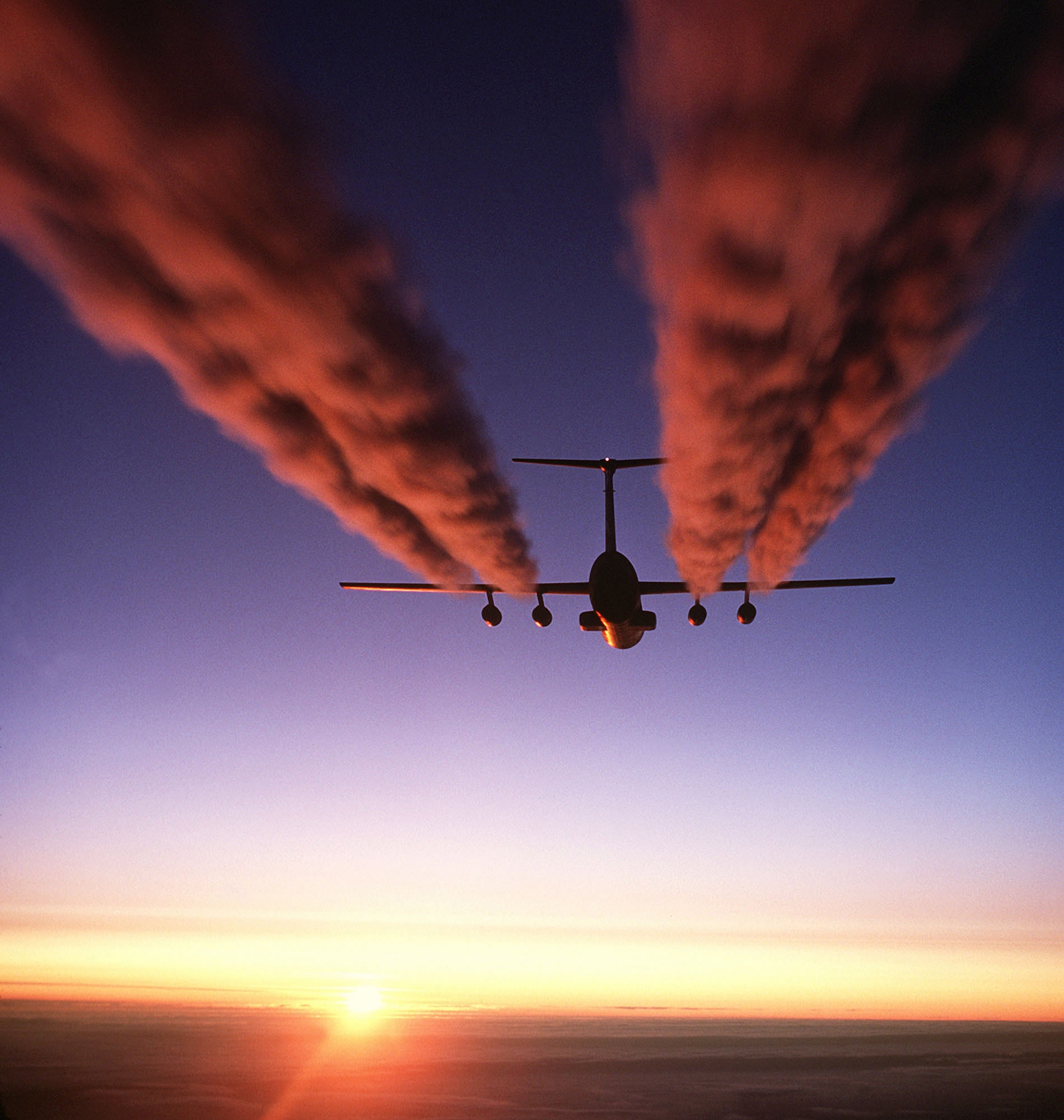
Les réacteurs d'avion contribuent de manière importante à l'effet de serre. Cela est dû principalement au produit par la combustion du kérosène, ainsi qu'aux traînées de condensation et aux nuages d'altitude qu'elles peuvent générer.

L'impact climatique du transport aérien résulte principalement de la combustion de kérosène dans les réacteurs d'avion. Elle est responsable de l'émission de dioxyde de carbone (CO2), un gaz à effet de serre qui s'accumule dans l'atmosphère et dont les émissions représentent de 3 à 4 % des émissions mondiales, ainsi que d'autres émissions à courte durée de vie dont la contribution à l'effet de serre n'est pas évaluée avec autant de précision. Il s'agit en particulier des émissions d'oxydes d'azote (NOx) qui provoquent indirectement le réchauffement du climat et surtout des traînées de condensation et des cirrus artificiels qui se forment dans certaines conditions[réf. nécessaire].
En 2018, les avions ont ainsi laissé 918 millions de tonnes de CO2 dans le ciel. Les vols en partance des États-Unis sont responsables d’un quart de ces rejets, les court-courriers d’un tiers.
Pour consolider les effets sur le climat de l'ensemble des émissions anthropiques, le GIEC utilise le forçage radiatif, qui mesure les conséquences des activités passées et présentes sur la température globale. Il a estimé que le forçage radiatif dû à l'aviation représentait 4,9 % du forçage radiatif total de 1790 à 2005, environ trois fois plus que le seul impact du CO2. Avec la croissance rapide et continue du transport aérien (de 6 à 7 % par an depuis 2015), et l'incapacité du secteur à la compenser au même rythme par des améliorations techniques ou opérationnelles, son impact climatique ne cesse de croître. Selon des projections de la tendance actuelle, la part des émissions de CO2 de l'aviation pourrait monter à 22 % des émissions mondiales de gaz à effet de serre en 2050.
L'empreinte carbone d'un trajet en avion ne se limite pas à celle du CO2 émis par les réacteurs. Il faut y ajouter celle de la production et de la distribution du kérosène ainsi que celle des émissions à courte durée de vie (de quelques minutes à quelques jours) dont l'effet se fera sentir tant qu'il y aura des avions dans le ciel. En France, les facteurs d'émission de la Base Carbone administrée par l'Ademe utilisent un facteur de 2,2 par lequel il faut multiplier les émissions de CO2 pour prendre en compte les autres émissions. Selon ce calcul, un aller retour Paris-New York correspondrait à environ un quart de l'empreinte carbone annuelle totale d'un Français.
La moitié des émissions de carbone liées au transport aérien est générée par 1 % de la population mondiale seulement. Ces « super-émetteurs » font partie des 11 % de ceux qui dans le monde qui prennent l'avion dans l'année. 

L'utilisation de jets privés est principalement en cause (en forte hausse au départ de la France où en 2019 un vol sur 10 se faisait en jet privé, pour un trajet de moins de 500 km dans la moitié des cas). Un rapport de la Fédération européenne pour le transport et l'environnement (2021) a évalué qu'un vol de quatre heures en jet privé émet autant de gaz à effet de serre qu'un individu moyen en un an (un jet privé étant en moyenne 5 à 14 fois plus émetteur par passager qu'un vol commercial, et 50 fois plus qu'en train). Selon Statista, en août 2020, alors que les vols commerciaux étaient en baisse de 60 % par rapport à l'année précédente, le trafic des jets privés avait déjà retrouvé son niveau d'avant la pandémie de Covid-19. Le nombre de vols privés a été multiplié par quatre en France entre 2020 et 2022, atteignant 85 885 vols (Paris-Genève, Paris-Londres et Nice-Londres étaient les principaux axes en 2022). Fin 2019, un vol sur dix au départ de la France était effectué en jet privé, et la moitié effectuait un trajet de moins de 500 km.
Après plus de quinze ans de négociations, un accord mondial visant à réduire l'impact climatique du transport aérien a été conclu le 6 octobre 2016 sous l'égide de l'Organisation de l'aviation civile internationale (OACI). Il vise à combler l'absence de mesures concernant le transport aérien dans l'Accord de Paris de 2015 et à atteindre les objectifs que s'était fixés l'organisation en 2010 : améliorer l'efficacité énergétique de 2 % par an et stabiliser les émissions de CO2 au niveau qu'elles auront atteint en 2020. Il institue pour cela un système de compensation des émissions de CO2 pour la fraction des émissions qui dépasserait le niveau atteint en 2020 malgré un « panier de mesures techniques » adoptées dans le même temps. Ce système se traduira par l’achat de crédits-carbone par les compagnies aériennes auprès d’autres secteurs via une bourse d’échanges, sur volontariat à partir de 2021, puis de manière obligatoire à partir de 2027. De nombreuses voix, en particulier celles d'Organisations non gouvernementales environnementales (ONGE), ont dénoncé le manque d'ambition de cet accord.

#### En Europe
Eurocontrol, l'organisme chargé de la navigation aérienne, a comptabilisé 9,55 millions de vols IFR en Europe en 2012. 46 millions de tonnes de carburant ont été consommées, soit en moyenne 4,8 tonnes par vol, générant 3,5 % des émissions de CO2 en Europe. Sur cette consommation totale, 2,5 millions de tonnes sont imputables à la navigation : 
- roulage : 0,29 million de tonnes ;
- en-route : 1,36 million de tonnes ;
- espacement vertical : 0,24 million de tonnes ;
- séquencement des arrivées (Arrival Sequencing and Metering area, ASMA) : 0,59 million de tonnes[28].

À raison de 3,81 kg de CO2 par kilogramme de kérosène brûlé, les émissions étaient de 175 millions de tonnes de CO2 en 2016. La pollution carbonée due au trafic aérien européen a augmenté de 26,3 % entre 2014 et 2019.

#### En France
En 2012, le secteur des transports cause 36 % des émissions de CO2 de la France dont 21,4 millions de tonnes (Mt) pour le transport aérien, soit 5,9 % des émissions de la France, 16,4 % des transports. Elles ont augmenté de 62 % depuis 1990 (13,3 Mt) alors que le nombre de passagers-kilomètres transportés a cru de 159 %, ce qui représente une efficacité énergétique augmentée de 32 %. Le trafic international (au départ) était à l'origine de 16,3 Mt d'émission en 2012 (4,5 % de l'ensemble, 12,5 % des transports). C'est une légère diminution (-7 %) après avoir atteint un pic de 17,6 Mt en 2008, depuis 9,0 Mt en 1990 soit une augmentation de 96 %. Le trafic intérieur a causé 5,1 Mt d'émissions en 2012 (1,4 % de l'ensemble, 3,9 % des transports) dont 49 % dus à la desserte de l’Outre-mer. Ces émissions ont augmenté de 4,3 Mt en 1990 à 6,2 Mt en 2000 (+44 %), puis ont diminué de 18 % en raison des gains d'efficacité énergétique et du report modal au bénéfice du TGV.
En 2018, les émissions de CO2 de la France pour le transport aérien se sont élevées à 22,7 Mt selon les estimations TARMAAC (Traitement et Analyse des Rejets Émis dans l'Atmosphère par l'Aviation Civile) de la DGAC.
Selon une étude réalisée en 2019 pour la Fédération nationale des associations d'usagers des transports, sur les 86 aéroports ouverts à l’aviation commerciale en France métropolitaine, moins d’une quinzaine présentent un volume de trafic leur permettant d’être rentables. Les quelque 70 autres restent dépendants des subventions publiques.

### Propagation des épidémies
Marc Barthélémy, chercheur au CEA et dans une équipe mixte CEA-CNRS-université de l'Indiana qui a modélisé la diffusion des épidémies à partir des bases de données de l'IATA, conclut en 2008 que « l'avion est le facteur clé de propagation (des épidémies) au niveau mondial. […] Les lignes sur lesquelles il y a de gros flux de passagers créent des chemins préférentiels pour la maladie. Le Sras est arrivé en France et au Canada par des vols en provenance de Hong Kong. » Pour autant, il estime que « même si l'on diminuait de 90 % le trafic aérien - ce qui semble illusoire, cela limiterait à peine le nombre de cas d'infection ».
Le trafic aérien a fortement contribué à la rapidité de propagation de la pandémie de Covid-19,.

### Terrorisme
Avec l'essor du transport aérien, c'est dans les années 1930 que les premiers actes de terrorismes sont apparus. Les premiers actes d'intervention illicites ont été perpétrés au Pérou où, en 1938, un pilote américain et son avion ont été détournés par une bande armée. Cet acte avait pour objectif de larguer des tracts au-dessus de la ville de LIMA à des fins politiques. L'opération ayant été couronnée de succès, elle a été renouvelée le lendemain. 
Pendant la guerre froide, des avions sont détournés par des personnes qui cherchent à fuir le bloc de l'Est pour passer à l'Ouest. On recense plus d'une quinzaine de cas de détournements entre 1948 et 1960. Dans la même période, une vingtaine de détournements d'avions sont commis par des personnes souhaitant quitter l’île de Cuba pour se rendre aux États-Unis situés à quelques kilomètres seulement. 
À partir des années 1960, des détournements d'avions ont un but plus criminel. Aux États-Unis en 1971, Dan Cooper détourne ainsi un avion pour réclamer une rançon. Il l'obtient, il oblige l'équipage à redécoller et en vol il saute en parachute. Le  dossier a été fermé par le FBI en 2016, après 45 années d'enquête. Dan Cooper est toujours officiellement en fuite. Dans les années 1970, on comptait un détournement d'avion par semaine.
Dans les années 1980-1990, les terroristes font exploser en vol des avions emportant des passagers. C'est le cas du vol Air India 182 en 1985, du Pan Am 103 en 1988, ou du vol UTA 772 en 1989. 
Avec les attentats du 11 septembre 2001, le transport aérien entre dans une nouvelle ère, celle d'un aéronef utilisé comme arme de destruction massive. 
Depuis le développement du transport aérien, les méthodes utilisées par les groupes terroristes ont évolué. Les mesures préventives pour lutter contre ces actes se sont considérablement développées. Depuis les attentas de 2001, en Europe, la Commission européenne fixe les normes applicables dans l'ensemble des États membres. 

## Réglementation
Outre les réglementations nationales, le transport aérien est encadré par deux organismes internationaux sises à Montréal : l'OACI à caractère plus technique et l'IATA à caractère plus commercial.
L'IR-OPS (Implementing Rules Operations Aériennes) , exigences définies par l'Agence européenne de la sécurité aérienne (EASA), réglemente les opérations aériennes.

### Principales conventions internationales
Le transport aérien international (voyageurs et marchandises) est régi par un ensemble de règles provenant de conventions internationales et d'accords inter-transporteurs de l'IATA. Les trois conventions principales sont les suivantes :
- Convention de Chicago (1944) : elle définit les règles d’exploitation des aéronefs civil, des aéroports, les règles de navigation, la sécurité aérienne, les qualifications du personnels navigant, les normes internationales en matière de transport aérien civil, ainsi que le rôle de l’Organisation de l’aviation civile internationale (OACI).
- Convention de Varsovie (1929) : Elle précise les mentions à porter sur les documents de transport aérien ou titres de transport ainsi que la nature des documents qui doivent toujours accompagner la LTA (Lettre de Transport Aérien) dans le cadre d'un transport de marchandises. Elle définit les responsabilités des parties au contrat en cas de dommages corporels ou matériels, les tribunaux compétent en cas de litige, délimite les délais de déclaration du dommage subit et celui de l’action en responsabilité. Elle précise également les limitations de son champ d’application dans le cas d’un transport combiné qui implique outre d’autres modes de transport, une opération de transport aérien. Cette convention ne s'applique qu'aux États n'ayant pas ratifié la Convention de Montréal de 1999.
- Convention de Montréal (1999) : Cette Convention unifie les règles de la Convention de Varsovie ainsi que celles définies par les différentes modifications de la Convention et protocoles additionnels. 62 États l'ont ratifié, dont les États-Unis et la Chine. Depuis 2004, tous les États de l'Union Européenne l'ont ratifié.

### Licence d'exploitation
L'exercice de l'activité du transport aérien est fortement réglementée et contrôlée. Ainsi, en France, la licence d'exploitation (A, B ou C) est nécessaire.
La compagnie aérienne doit obtenir le CTA, certificat du Transporteur Aérien (délivré par la DSAC, autorité de certification de la DGAC) pour pouvoir exploiter sa flotte aérienne sur les différentes lignes aériennes ouvertes.

### Sécurité
Selon l'Association internationale du transport aérien (IATA), le taux de catastrophe aérienne serait d'un accident pour 1,5 million de vols en 2006 pour les vols opérés par des appareils occidentaux. 77 accidents ont eu lieu en 2006, contre 111 en 2005. Atlas Magazine, revue spécialisée dans l'assurance, indique qu'entre 2010 et 2014, la moyenne annuelle des accidents à l'échelle mondiale passe à 90. En 2015, le nombre se rétracte à moins de 70.

### Relations sociales
En France, la convention collective 3177 règle les rapports entre les employeurs et le personnel au sol, salarié des entreprises et établissement effectuant une des activités liées à l'industrie du transport aérien. Elle est applicable aux entreprises ayant des activités relevant des services aéroportuaires d'assistance en escale des entreprises de transport aérien. Elle est conclue pour une durée indéterminée. Une commission nationale mixte a été instituée.